# Grand Prix Pino Cerami 1972
Il Grand Prix Pino Cerami 1972, nona edizione della corsa, si svolse il 13 aprile su un percorso di 225 km, con partenza e arrivo a Wasmuel. Fu vinto dal belga Christian Callens della Novy-Dubble Bubble davanti ai suoi connazionali Ludo Van Staeyen e Roger De Vlaeminck.

## Ordine d'arrivo (Top 10)
| Pos. | Corridore          | Squadra                          | Tempo    |
| ---- | ------------------ | -------------------------------- | -------- |
| 1    | Christian Callens  | Novy-Dubble Bubble               | 5h28'00" |
| 2    | Ludo Van Staeyen   | Van Cauter-Magniflex-de Gribaldy | s.t.     |
| 3    | Roger De Vlaeminck | Dreher                           | a 8"     |
| 4    | André Dierickx     | Beaulieu-Flandria                | s.t.     |
| 5    | Jean Ronsmans      |                                  | s.t.     |
| 6    | Julien Van Lint    | Dreher                           | s.t.     |
| 7    | Victor Van Schil   | Molteni                          | s.t.     |
| 8    | Fons De Bal        | Goldor-Ijsborke                  | s.t.     |
| 9    | José Catieau       | Sonolor-Lejeune                  | s.t.     |
| 10   | Jacques Botherel   | Sonolor-Lejeune                  | s.t.     |